# Old World
Old World (in origine 10 Crowns) è un videogioco di strategia a turni 4X. Sviluppato e pubblicato dalla Mohawk Games il 5 maggio 2020 (in accesso anticipato) per Microsoft Windows e annunciato nel 2018, il gioco è ideato da Soren Johnson, capo designer di Civilization IV e Offworld Trading Company (il primo gioco della Mohawk Games stessa).
Dopo un accesso anticipato uscito il 5 maggio 2020, il gioco è uscito su Epic Games Store il 1º luglio 2021, e in seguito per GOG.com e Steam il 19 maggio 2022.

## Modalità di gioco
Il giocatore prende il controllo di un impero, ognuno comandato da un leggendario leader, o capofazione, tra i sette giocabili, ovvero Cartagine, Roma, Grecia, Egitto, Assiria, Babilonia e Persia; ognuno di questi imperi possiede tre tecnologie iniziali, due unità uniche e quattro famiglie; ogni giocatore, però, potrà metterne a disposizione solo tre a capo delle città fondate, ognuna delle quali andrà dunque assegnata a una specifica famiglia.
Il gioco si comporta come molti altri giochi 4X che si rispettino, dove si fondano civiltà, si migliora il territorio, si producono risorse e si combattono i nemici. Ogni città forma dei confini nei quali è possibile costruire dei miglioramenti come Fattorie, Miniere, Templi, Anfiteatri, Cave e Guarnigioni, ma anche le Meraviglie mondiali, che sono divise per categorie in base alla Cultura cittadina (Primitiva, Intermedia, Ottima e Leggendaria). Un'altra delle novità degne di nota rispetto ad altri giochi 4X, oltre alle famiglie stesse, sono gli Ordini, una risorsa utilizzata per impartire comandi in tutta la nazione: invece di muovere tutte le unità ogni turno con tutti i loro punti movimenti disponibili, come nei tradizionali giochi 4X, ogni unità può essere mossa quante volte si vuole finché non terminano gli Ordini per quel turno, che sia dato l'ordine di spostarsi, combattere, costruire o anche gestire gli eventi e la diplomazia. Le unità possiedono anche il fattore Fatica, che si ripristina al completo ad ogni turno e consente un raggio massimo di movimento, esaurito il quale è possibile usare l'ordine Marcia al costo di Potenza e Ordini.
Esistono tre tipi di risorse:
- Il Cibo (che serve per sfamare le unità), la Pietra (necessaria per molti edifici insieme al Legno), l'Oro (la principale unità monetaria), il Ferro (usabile per le unità militari) e il Legno sono risorse interscambiabili, nel senso che possono essere vendute o acquistate in cambio di Oro.
- Quelle relative all'impero sono la Scienza (usata per ricercare tecnologie), l'Addestramento (usato per addestrare unità militari), la Civica (ottenibile dai Palazzi di Giustizia e dai Fori e usata per sviluppare Specialisti e terminare Progetti, ma soprattutto per emanare Leggi), gli Ordini e i Beni di Lusso (usabili per migliorare le opinioni con le altre famiglie o con gli imperi rivali.
- Quelle relative alle città sono la Crescita, la Cultura e lo Scontento. Quando la barra Crescita si riempie, la città ottiene un nuovo cittadino. Quando invece la barra Cultura si riempie, accade un evento positivo, ed è possibile costruire nuovi miglioramenti e persino una Meraviglia.

A differenza dei giochi in stile Civilization, il leader della civiltà è un comune mortale, soggetto a qualsiasi tipo di morte (naturale, assassinio, incidente o battaglia), e quindi necessita anche un matrimonio e un erede in modo che la dinastia continui e con essa la partita. Inoltre, ogni sovrano possiede un grado di Legittimità, che aumenta realizzando Ambizioni, costruendo Meraviglie e acquisendo notorietà (ad esempio facendosi chiamare "il Saggio", "il Vendicatore" o "il Pacificatore"). Alti livelli di Legittimità porteranno a un alto indice di gradimento da parte del popolo e un aumento degli Ordini disponibili ad ogni turno (ogni turno equivale a un anno).
Ogni leader dispone inoltre di un'Ambizione da conseguire, influenzata dinamicamente dagli Eventi della partita e dai desideri dei Personaggi e che si può scegliere tra le due o tre disponibili. Parlando di eventi, il gioco offre un sistema di Eventi potente e ed estremamente dinamico che varia sempre in base alle decisioni del giocatore, ai risultati della partita e alle condizioni della dinastia. I più di 1000 eventi unici, molti dei quali ispirati ai fatti storici avvenuti nell'Antichità, donano ai personaggi Ricordi, Tratti e Relazioni, che a loro volta possono scatenare eventi successivi, oltre che a modificare i rapporti con i membri della famiglia o della corte, con le altre famiglie, o con i familiari delle altre civiltà, oppure l'economia, la stabilità e i parametri generali dei personaggi del giocatore. Per vincere il gioco, il giocatore deve realizzare 10 Ambizioni, ognuna più difficile della precedente, raggiungere il limite minimo di Punti Vittoria, conquistare tutte le altre civiltà, mantenere il maggior numero di Punti Vittoria dopo 200 turni oppure ottenere la Doppia Vittoria, possedendo almeno il doppio dei punti rispetto al secondo classificato e almeno metà dei Punti Vittoria richiesti. I Punti Vittoria si ottengono dai livelli di cultura delle città, dalla ricerca delle tre tecnologie di riforma, dalle Meraviglie mondiali e religiose, e dalle città minori (i siti cittadini circostanti ai confini in seguito assorbiti).

## Civiltà giocabili
Il gioco include sette civiltà giocabili, ognuna delle quali, guidata dal proprio leader, inizia con tre tecnologie e una legge e possiede tre bonus speciali, quattro edifici unici, due unità uniche e quattro famiglie regnanti.
- Gli Assiri sono guidati da Assurbanipal, un Feroce Tattico, comprendono i Sargonidi, i Tudiya, gli Adasi e gli Erishum come famiglie e iniziano con le tecnologie Lavorazione del ferro, Amministrazione e Sovranità. Venerano Ninurta, Nuska, Shamahs e Ashur, e le loro unità uniche sono l'Ariete d'assedio e la Torre d'assedio. Le unità militari iniziano tutte con Concentrazione I, e si ottengono due punti Ordini per ogni nemico ucciso.
- I Babilonesi sono guidati da Nabucodonosor, uno Studente Prospero, comprendono i Cassiti, i Caldei, gli Isin e gli Amorriti come famiglie e iniziano con le tecnologie Trappole per animali, Amministrazione e Retorica, oltre a essere gli unici a non partire con la legge Primogenitura. Venerano Nabu, Ishtar, Ereshkigal e Marduk, e le loro unità uniche sono l'Incursore su cammello e il Lanciere su cammello. Le città generano 2 punti Scienza e Cultura aggiuntivi e crescono il 20% più in fretta.
- I Cartaginesi sono guidati da Didone, una Diplomatica Ispirata, comprendono i Barcidi, i Magonidi, gli Annonidi e i Didonidi come famiglie e iniziano con le tecnologie Estrazione della pietra, Trappole per animali e Addestramento militare. Venerano Melqart, Astarte, Eshmun e Tanit, e le loro unità uniche sono gli elefanti Mahout e Howdah. Ogni nuova città aggiunge 100 punti Scienza, e ogni città aumenta gli introiti d'oro del 50%.
- Gli Egiziani sono guidati da Hatshepsut, una Costruttrice Ispirata, comprendono i Ramesseidi, gli Amarna, i Thutmonidi e i Saiti come famiglie e iniziano con le tecnologie Lavorazione del ferro, Divinazione e Forza lavoro. Venerano Ra, Osiride, Iside e Neith, e le loro unità uniche sono il Carro leggero e la Cavalleria kushita. Iniziano con 400 Pietra in più, e le fattorie e le cave sui fiumi ricavano il 50% in più.
- I Greci sono guidati da Filippo II, un Comandante Testardo, comprendono gli Argeadi, i Cipselidi, i Seleucidi e gli Alcmenidi come famiglie e iniziano con le tecnologie Lavorazione del ferro, Estrazione della pietra e Drammaturgia. Venerano Atena, Poseidone, Ade e Zeus, e le loro unità uniche sono l'Oplita e il Falangita. Iniziano con le Olimpiadi, i coloni costano il 25% in meno e le Città generano 4 punti Cultura in più.
- I Persiani sono guidati da Ciro, un Eroe Ardito, comprendono i Sasanidi, i Mhranidi, gli Arsacidi e gli Achemenidi come famiglie e iniziano con le tecnologie Lavorazione del ferro, Trappole per animali e Allevamento. Venerano Atar, Mithra, Anahita e Tishtrya, e le loro unità uniche sono la Cavalleria Palton e l'Arciere catafratto. Le piantagioni fruttano il 50% in più, i Pascoli fruttano mezzo punto Ordini in più a testa e le unità da tiro costano il 25% in meno.
- I Romani sono guidati da Romolo, un Oligarca Guerrafondaio, comprendono i Giuli, i Claudi, i Fabi e i Valeri come famiglie e iniziano con le tecnologie Lavorazione del ferro, Divinazione e Aristocrazia. Venerano Marte, Venere, Vulcano e Diana, e le loro unità uniche sono l'Astato e il Legionario. Le unità militari hanno +1 limite Fatica e ottengono il doppio dell'esperienza in combattimento, e le città fruttano 2 punti Comando aggiuntivi.
- All'uscita della versione Steam/GOG, è stata aggiunta un'ottava civiltà, gli Ittiti, guidati da Hattušili I. Questa civiltà inizia il gioco con il nipote Mursili come principe ereditario, non il figlio, dato che quest'ultimo aveva tentato di uccidere il padre. Ogni città ittita concede un maggior bonus nella Civica, essendo gli Ittiti considerati la prima monarchia costituzionale, e le unità possono muoversi su terreni accidentati come fossero terreni piani e rimuovere la vegetazione. Venerano Tahrun, Arinnitti, Kamrusepa e Halki, e le loro unità uniche sono il carro a tre uomini e quello pesante.
- L'espansione Pharaohs of the Nile include una nona civiltà, i Nubiani, guidati dalla regina Amanirenas.
- Il DLC Wrath of Gods include una decima civiltà, il regno di Axum. La particolarità di questa cultura è che, anziché con un solo leader obbligatorio, permette di sceglierne cinque: Kaleb, Ezana, Gudit, Makeda e Gadarat.

Oltre a queste civiltà maggiori, esistono anche i barbari, o tribù minori; al momento ce ne sono solo cinque, gli Sciti, i Dani, i Galli, i Vandali e i Numidi.

## Contenuti scaricabili
Il primo DLC è chiamato Heroes of the Aegean, ambientato nel periodo tra le guerre persiane e le campagne di conquista di Alessandro Magno; questo pacchetto è disponibile gratuitamente per le prime due settimane per tutti i nuovi e precedenti possessori del gioco.
Il secondo DLC, uscito il 16 gennaio 2023, è chiamato The Sacred and The Profane, ed è incentrato soprattutto sulla religione. Include 350 nuovi eventi, 6 nuove figure dal passato (tra cui San Paolo, Ostane, Flavio Giuseppe e Saffo) e la possibilità di introdurre personaggi alla corte in forma di clero religioso.
Il 4 ottobre dello stesso anno è uscito il terzo DLC, Pharaohs of the Nile. Questa espansione introduce una nuova, nona civiltà, i Nubiani di Amanirenas, con le loro piramidi kushite, due nuove potenti unità da tiro e la possibilità di scegliere tra varie dinastie. Si aggiunge anche una serie di sei scenari ambientati tra la XVII e la XX dinastia egizia, nel periodo corrispondente al Nuovo Regno, dall'unificazione sotto Ahmose I contro gli Hyksos e Kerma, all'espansione verso il Levante, passando per il periodo di Amarna sotto Akhenaton, la battaglia di Kadesh combattuta da Ramses II, la lotta religiosa tra Merneptah e i sommi sacerdoti e per finire la lotta contro i Popoli del Mare sotto i panni di Ramses III.
L'11 gennaio 2024 è uscito il quarto DLC del gioco, Wonders and Dynasties. Include oltre 100 nuovi eventi relativi alla dinastia, tra cui tentativi d'assassinio, cene di stato e varie interazioni tra personaggi storici tra le dinastie, le culture e le nazioni. Sono inoltre aggiunti 21 nuovi tratti del personaggio incentrati sulle nuove dinastie, ognuno unico per uno specifico personaggio, 8 meraviglie, tra cui la Biblioteca Reale, Jebel Barkal, l'Anfiteatro Flavio o il Cothon, e 120 nuovi personaggi storici, inclusi Annibale, Annone il Navigatore, Akhenaten, Hammurabi, Statira e Shammuramat.
Il quinto DLC a pagamento è Behind the Throne, in uscita il 28 maggio 2024. Il pacchetto includerà oltre 350 nuovi eventi che ruotano intorno alla politica, agli intrighi e alle ambizioni personali, nuovi personaggi storici tra cui Alcibiade, l'usurpatore Enlil-nadin-shumi e Avicenna, tre nuovi progetti e miglioramenti e quattro nuove meccaniche di gioco, tra cui invasioni barbariche, guerre civili, grandi riforme e periodi di corruzione e decadenza.
Il 30 gennaio 2025 è stato annunciato un nuovo DLC, Wrath of Gods, in uscita il 3 marzo. In primo luogo, questo DLC aggiunge la civiltà axumita, con cinque leader anziché uno solo. La vera particolarità è però la presenza dei disastri naturali, tra incendi, alluvioni, tempeste di sabbia, eruzioni vulcaniche e terremoti. Collegati alla calamità, si aggiungono 200 nuovi eventi, 26 nuovi progetti, nuove missioni, nuovi tratti personaggio, due mappe con impostazioni di gioco uniche che trasformano il mondo col passare del tempo e soprattutto un apposito scenario, dove si segue la storia di una nazione con quattro dèi pagani che ricompensano coloro che li soddisfano e scagliano maledizioni su chi incorre nella loro ira.

## Accoglienza
Su Metacritic, Old World detiene un'accoglienza positiva, con un punteggio di 80/100 in base alle 9 recensioni della critica.
Leana Hafer di IGN ha votato Old World con un 8/10, dichiarando: "Old World è un 4X su scala minore rispetto agli antenati di Civilization, ma le sue nuove idee aggiungono una complessità al tempo stesso interessante e preoccupante."
Old World è stato inoltre nominato da PC Gamer come il miglior gioco di strategia del 2021 e come miglior gioco del 2021 da Tom Chick, editore di Quarter to Three, è stato considerato miglior gioco storico del 2021 da History Respawned e ha vinto due premi al NYX Game Awards 2021.
La colonna sonora del gioco, composta da Christopher Tin, è stata nominata ai Grammy Awards come Miglior Colonna Sonora per Videogiochi e Altri Media Interattivi.
Old World è stato tra i tre giochi più venduti usciti nel 2022 su GOG.com.